# Georg Daltrop
Georg Daltrop (* 24. April 1932 in Burgsteinfurt; † 21. Januar 2023 in Ingolstadt) war ein deutscher Klassischer Archäologe.

## Werdegang und Leistungen
Georg Daltrop studierte Klassische Archäologie an der Universität Münster und wurde 1957 bei Max Wegner mit der Dissertation Die stadtrömischen männlichen Privatbildnisse trajanischer und hadrianischer Zeit promoviert. Anschließend war er bis 1959 wissenschaftlicher Assistent in Münster. 1959 wechselte er als wissenschaftlicher Mitarbeiter an die Antikensammlung Berlin in den Westteil der Stadt. Unterbrochen wurde die Tätigkeit ein Jahr lang, als Daltrop 1961/62 als Inhaber des Reisestipendiums des Deutschen Archäologischen Instituts den Mittelmeerraum bereisen konnte. 1963 wurde er Leiter der Antikenabteilung am Museum für Kunst und Gewerbe in Hamburg. Vier Jahre später ging er als Nachfolger von Hermine Speier als Ispettore der Monumenti Musei e Gallerie Pontificie Città del Vaticano an die Vatikanischen Museen. Von 1972 bis 1983 war er Direktor der vatikanischen Antikensammlungen (Reparto Antichità Classiche). Nachdem er 1983 kurzzeitig als Berater gewirkt hatte, wurde er an der Katholischen Universität Eichstätt erster Professor für Klassische Archäologie. 1997 wurde er emeritiert; Nachfolger wurde Gerhard Zimmer.
Daltrop beschäftigte sich vorrangig mit der römischen Kunst. Als Mitarbeiter der Vatikanischen Museen befasste er sich vor allem mit Kunstwerken des Museums, etwa der Laokoon-Gruppe und Götterbildnissen. Darüber hinaus beschäftigte er sich mit Kaiser- und Privatporträts, aber auch kulturhistorischen Themen wie der Jagd, so der Kalydonischen Eberjagd oder antiken römischen Mosaiken mit Jagddarstellungen. Daltrop beschäftigte sich auch mit der griechischen Kunst, etwa der Athena des Myron.
Ab 1969 war er korrespondierendes, nach dem Wechsel nach Eichstätt ordentliches Mitglied des Deutschen Archäologischen Instituts, ab 1971 auch der Pontificia Accademia Romana di Archeologia. Daltrop war Mitglied der Erzbruderschaft zur schmerzhaften Muttergottes der Deutschen und Flamen des Campo Santo Teutonico.
Georg Daltrop starb am 21. Januar 2023 im Alter von 90 Jahren in Ingolstadt.

## Schriften (Auswahl)
- Die stadtrömischen männlichen Privatbildnisse trajanischer und hadrianischer Zeit. Archäologisches Seminar der Universität Münster, Münster 1958 (Dissertation).
- Die kalydonische Jagd in der Antike, Parey, Hamburg-Berlin 1966 (Die Jagd in der Kunst).
- mit Ulrich Hausmann: Die Flavier. Vespasian, Titus, Domitian, Nerva, Julia Titi, Domitilla, Domitia (= Das römische Herrscherbild. Abteilung 2, Band 1). Gebr. Mann, Berlin 1966.
- Die Jagdmosaiken der römischen Villa bei Piazza Armerina, Parey, Hamburg-Berlin 1969 (Die Jagd in der Kunst).
- mit Adriano Prandi: Die Kunstsammlungen der Biblioteca Apostolica Vaticana Rom, DuMont Schauberg, Köln 1969.
- mit Francesco Roncalli: Vatikanische Museen, Musei e Gallerie Pontificie, Vatikanstadt 1972.
- Die Laokoongruppe im Vatikan. Ein Kapitel aus der römischen Museumsgeschichte und der Antiken-Erkundung (= Xenia Band 5). Universitätsverlag Konstanz, Konstanz 1982, 2. Auflage 1987, ISBN 3-87940-207-8.
- mit Peter C. Bol: Athena des Myron (= Liebieghaus-Monographie Band 8). Liebieghaus, Frankfurt am Main 1983.
- Antike Götterstatuen im Vatikan. Die vatikanisch-römische Tradition der Klassischen Archäologie (= Vorträge der Aeneas-Silvius-Stiftung an der Universität Basel Band 22). Helbing & Lichtenhahn, Basel und Frankfurt am Main 1987, ISBN 3-7190-0976-9.